# Rhinolophus celebensis
Rhinolophus celebensis är en fladdermusart som beskrevs av K. Andersen 1905. Rhinolophus celebensis ingår i släktet hästskonäsor, och familjen Rhinolophidae. IUCN kategoriserar arten globalt som livskraftig. Inga underarter finns listade i Catalogue of Life. Wilson & Reeder (2005) skiljer mellan två underarter.
Arten lever på Sulawesi, på Java och på flera mindre öar i samma region. Den vistas i låglandet och i kulliga områden upp till 600 meter över havet. Habitatet utgörs av olika slags skogar. Individerna vilar i grottor och bildar där kolonier med några hundra medlemmar.